# Vincey
Vincey è un comune francese, a 48 km più a sud di Nancy, di 2 307 abitanti situato nel dipartimento dei Vosgi nella regione del Grand Est.

## Società

### Evoluzione demografica
Abitanti censiti